# Miller Car Company
Miller Car Company war ein US-amerikanischer Hersteller von Automobilen.

## Unternehmensgeschichte
Das Unternehmen wurde 1911 in Detroit in Michigan gegründet. Theodore Miller war Präsident. Außerdem waren J. C. Hallock und E. L. McMillan beteiligt.  Sie begannen mit der Produktion von Personenkraftwagen. Der Markenname lautete Miller. 1912 trat Guy Sintz als Werksmanager ins Unternehmen ein.
Im Januar 1914 begann die Insolvenz. Im Februar 1914 übernahm die Kosmath Company die Reste des Unternehmens und setzte die Produktion eines Lieferwagens fort. Die Pennsylvania Motor Car Company stellte später auf der Basis der Miller-Pkw eigene Automobile her.
Es ist nicht bekannt, wie viele Fahrzeuge Miller hergestellt hat. Aber 1916 waren noch 36 Stück im Staat Michigan registriert.

## Fahrzeuge
Ein Pkw-Modell hatte einen Vierzylindermotor mit 30 PS Leistung. Zur Wahl standen ein Roadster mit 279 cm Radstand und ein Tourenwagen mit 295 cm Radstand. Eine andere Quelle nennt Vierzylindermotoren mit 30 PS und mit 40 PS. Die Motorleistung wurde über eine Kardanwelle an die Hinterachse übertragen.
1913 ergänzte ein Lieferwagen das Sortiment. Er hatte etwa  450 kg Nutzlast.

## Übersicht über Pkw-Marken aus den USA, dieMillerbeinhalten
| Marke         | Hersteller                            | Vermarktungsbeginn | Vermarktungsende | Ort, Bundesstaat         |
| ------------- | ------------------------------------- | ------------------ | ---------------- | ------------------------ |
| Frayer-Miller | Buckeye National Motor Car Company    | 1904               | 1909             | Springfield, Ohio        |
| Miller        | Miller                                | 1901               | 1902             | Orrville, Ohio           |
| Miller        | Miller Motor Company                  | 1907               | 1907             | Bridgeport, Connecticut  |
| Miller        | Miller Car Company                    | 1911               | 1914             | Detroit, Michigan        |
| Miller        | Harry A. Miller Manufacturing Company | 1928               | 1932             | Los Angeles, Kalifornien |
| Miller-Peters | Miller-Peters Motor Car Company       | 1907               | 1907             | Newport, Kentucky        |
| Miller-Quincy | E. M. Miller Company                  | 1922               | 1924             | Quincy, Illinois         |